# Tulio Ramírez
Tulio Ramírez Rojas (La Unión, Valle del Cauca, 1898-Santiago de Cali, 22 de noviembre de 1985) fue un académico y político colombiano, conocido por ser el promotor, fundador y primer rector de la Universidad del Valle, la institución educativa más importante del suroccidente colombiano.

## Biografía
Nacido en el pequeño poblado de La Unión, cuando el Valle del Cauca no era todavía un departamento, si no parte del Estado Federal del Cauca, Tulio vivió a sus doce años la creación del departamento del Valle como entidad territorial autónoma; en 1920, a los veintidós años de edad, se graduó de la Escuela Normal del Valle, con el título de pedagogo, y se dedicó a la labor docente, además de profesor, participó activamente como directivo y gestor de varias instituciones educativas del país: fue miembro del Consejo Directivo del Colegio de Santa Librada, Fundador y Rector del Gimnasio de Occidente de Cali y Rector del Instituto Técnico Superior Antonio José Camacho. Combinó sus labores en la academia con la política, como miembro del partido Liberal, fue elegido Concejal de Cali y Diputado de la Asamblea Departamental del Valle del Cauca. También ejerció como Secretario Departamental del Valle del Cauca.
Don Tulio, como era conocido, impulsó activamente la idea de crear una institución de educación superior en el departamento que funcionara como universidad, con énfasis en carreras industriales y agrarias, idea que fue muy poco aceptada en un principio, dado el bajo desarrollo económico e industrial que tenía el departamento a principios del siglo XX, por lo que abiertamente se calificaba su idea como "loca". A principios de la década de 1940, Colombia vivió un importante crecimiento económico, particularmente el departamento del Valle del Cauca, en el eje Cali-Yumbo, recibió importantes inversiones extranjeras que permitieron un desarrollo industrial que antes era inexistente. En ese contexto, Ramírez, que era entonces el rector del Instituto Técnico Superior Antonio José Camacho, volvió a impulsar su idea de una universidad vallecaucana; el impulso final se lo dio la fundación de la Universidad del Caldas en 1943, situación que motivó a la cámara de comercio de Cali a apoyar la idea de Don Tulio de tener una institución de educación superior en el departamento del Valle, finalmente, en 1945, la asamblea departamental del Valle Ordenanza Departamental N° 12 de 1945 aprobó la fundación de la Universidad del Valle como institución educativa pública de carácter terciario.
Dado que Don Tulio, además de impulsor y fundador, era un docente con experiencia en la dirección de instituciones educativas, fue nombrado como el primer rector de la universidad, cargo que ejerció durante cinco años, en los cuales logró la gestión y dotación de sedes propias, ya que en un principio la universidad funcionaba en la sede del Colegio Santa Librada de Cali.
Sobre la fundación de la Universidad del Valle, Mario Carvajal escribió que:

"la Universidad se fundó sin base ni atmosfera de confianza pública y apoyada sólo en la fe magistral de Tulio Ramírez, su promotor insigne y primer rector"

Después de su paso por la rectoría de la universidad, Ramírez se interesó por los temas educativos, siendo nombrado Socio Numérico de la Academia de Historia del Valle del Cauca, en 1960 recibió el título de doctor honoris causa de parte de la Universidad del Valle. En 1968 volvió a vincularse a la Universidad que había fundado, ejerciendo el cargo de Decano de los Estudiantes, desde el cual impulsó la creación de varios espacios de bienestar para la comunidad de la institución.

## Premios y reconocimientos
- Doctor honoris causa de la Universidad del Valle
- El Edificio Tulio Ramírez de la Ciudad Universitaria Meléndez de la Universidad del Valle fue nombrado en su honor
- La Universidad del Valle le concedió el título de "Promotor Insigne" dada su importancia para la fundación de la Universidad